# Лескинен, Юйсе
Ю́йсе Ле́скинен (наст. Па́ули Ма́тти Ю́хани Ле́скинен, 19 февраля 1950 года, Юанкоски — 24 ноября 2006 года, Тампере) — финский музыкант, автор песен, писатель и поэт.

## Биография
Лескинен родился 19 февраля в маленьком городке Юанкоски в 50 километрах от города Куопио. Его отец, Паули Лескинен, был разнорабочий, а мать Эйни Микконен работала на местном заводе по изготовлению картона. В семье родилось пятеро детей, из которых выжили только Юйсе и его младший брат Арво.
Отец Юйсе умер, когда сыну было 11 лет, и вскоре в семье появился отчим — Паули Куйкка. По рассказам брата Юйсе, Куйкка был дебошир, злоупотреблявший алкоголем, из-за чего Юйсе с ним конфликтовал. Он не раз прибегал к семейному насилию, но мать оправдывала свой выбор в пользу Куйкки тяжёлой жизнью рано овдовевшей женщины.
По словам музыканта, его псевдоним «Юйсе» (Juice — англ. сок) появился в школе, когда его друг, прочитав слово juice в учебнике и не имея понятия о его значении, стал называть им Лескинена. Прозвище прижилось, и позже Юйсе решил оставить его в качестве псевдонима.
Несмотря на отдалённость больших городов, Юйсе, будучи ребёнком, много путешествовал по Финляндии и был вполне доволен детством в Юанкоски, который называл «маленьким Тампере».
В 1969 году Лескинен закончил гимназию города Юанкоски и подал документы в университеты. Вступительные экзамены в языковой институт города Тампере прошли успешно, и молодой музыкант стал учиться на переводчика с английского языка.
Начиная с 1982 года друзья музыканта начали замечать у него признаки алкоголизма, а с 1988 года здоровье Лескинена стало значительно ухудшатся: он много времени проводил в больнице, заболел диабетом, речь шла даже об ампутации ног, но всё обошлось.
В 2005 году у музыканта начинают отказывать почки, но вопреки рекомендациям врачей он пропускает сеансы лечения, объясняя свое решение убеждением в том, что организм сам себя вылечит. В 2006 году Лескинен пропустил пять недель лечения подряд, и иммунитет начал сдавать. 24 ноября самочувствие Лескинена резко ухудшилось. Уже в карете скорой помощи он потерял сознание и умер в университетской больнице города Тампере.

## Карьера

#### Музыкальный путь
Юйсе начал играть на гитаре и пианино ещё в школе, но собственная гитара появилась у него в 16 лет, что, по мнению музыканта, было «совсем поздно».
В первые дни в университете Юйсе познакомился с Максом Мёллером (фин. Max Möller), а чуть позже и с Микко Алатало (фин. Mikko Alatalo) и Харри Ринне (фин. Harri Rinne). Студенты создали музыкальную группу «Койтус Инт» (англ. Coitus Int). К 1973 году группа уже написала несколько песен и отправила их лейблу «Love Records», после чего подписала с ним контракт. Группа переживала первый пик популярности в 1974 году после выхода хита «Marilyn». Музыканты решили закрыть проект, потому что потеряли интерес к нему летом 1975 года, хотя тогда были ещё популярны.
Юйсе черпал музыкальное вдохновение в творчестве Боба Дилана и Джона Леннона, которое побудило его сочинять и играть рок-музыку.
Осенью 1975 года Юйсе создаёт группу «Juice», которая была менее успешна в сравнении предыдущего коллектива. Но несмотря на это он выпускает сингл «Syksyn sävel», который на время выпуска был недооценён, но спустя некоторое время он стал хитом.
В 1977 году Лескинен решил создать новую группу, которая получила название «Juice Leskisen Slam». Она просуществовала четыре года, и самой популярной песней того периода стала «Sika».
В 1981 году Лескинен опять решает преобразить своё творчество и создаёт новую группу «Juice Leskisen Grand Slam», которая по сравнению с двумя предыдущими была довольно успешна, в частности, благодаря песням «Musta aurinko nousee», «Hypätään koskeen» и «Eesti».
1980-е стали для Лескинена и его группы самыми лучшими из-за выросшей в Финляндии популярности панк-рока. Деятельность группы была успешна, да и к тому же сам Лескинен «рос» в глазах фанатов, играя на гитаре в форме Финляндии и часто исполняя гимн страны по окончании концертов.
После 1991 года Юйсе всё меньше писал музыку и принял решение заняться писательством.

#### Писательство
Еще в детстве родители привили Юйсе интерес к литературе. Он начал посещать библиотеку еще до школы, в чём была заслуга отца, который записал сына в библиотеку вскоре после того, как тот научился читать. К семи годам он успел познакомиться с такими произведениями, как «Неизвестный солдат» и «Семеро братьев». В детстве он, по его словам, интересовался всем понемногу, но уже в семь лет подумывал о работе директора библиотеки.
Основное литературное влияние на Лескинена произвело творчество Эйно Лейно, Рейно Хелисмаа и Лаури Виита. Сначала Лескинен писал стилизованные тексты, но уже в первом сборнике стали появляться тексты с религиозной тематикой. В основном Юйсе писал тексты о финском национальном характере, любви и обществе того времени. Темы его музыкального и литературного творчества сходны.
За всю свою творческую карьеру он выпустил 11 сборников стихов и четыре детские книги. Первый сборник стихотворений, вышедший в 1975-м, полюбился поклонникам, но критиками был принят плохо. Поэт не отчаялся и продолжил писать стихи. Спустя 19 лет вышел сборник «Äeti» (1994) (рус. мама), после которого критики стали воспринимать творчество Лескинена всерьёз.

## Признание
На первом финском музыкальном конкурсе «Эмма» 1983 года Юйсе получил специальный приз. В 1985 году он получил приз как «лучший композитор города Тампере», а спустя четыре года он получил приз как «лучший композитор Финляндии». В 1991 году копилку пополнил приз имени Юхи Вайнио. В 1992 году он получил литературную премию города Тампере, а в 1994 году получил награду как лучший поэт Финляндии.
В честь музыканта в его родном городе в 1995 году был установлен памятник. Именем Лескинена была названа площадь города Юанкоски (1980) и библиотека в Тампере (2011).